# سيندي دوك

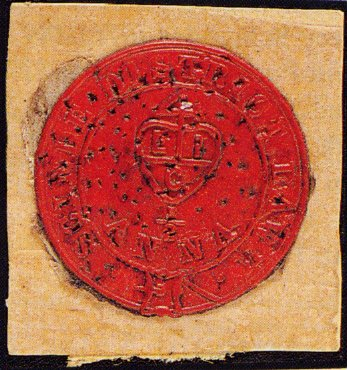
1852 طابع أحمر رقاقة الختم طابع سيندي دوك

سيندي دوك (السندية: سندي ڊاڪ) كان نظامًا بريديًا للعدائين يخدم وادي السند في السند وهي منطقة تقع في باكستان الحالية. ويشير المصطلح أيضًا إلى أول طوابع بريدية لاصقة في آسيا وهي أسلاف الطوابع اللاصقة المستخدمة في جميع أنحاء الهند وبورما ومستوطنات المضيق والمناطق الأخرى التي تسيطر عليها شركة الهند الشرقية البريطانية. إن الاسم مشتق من الكلمتين "Scinde" وهي التهجئة البريطانية لاسم إقليم السند و"Dawk" وهي التهجئة الإنجليزية للكلمة الهندوستانية "داك" أو بوست.

## الأصول
كان الداوك أو داك قديمًا جدًا[متى؟] كنظام بريد للعدائين. فدفعت أجور المتسابقين وفقًا لمسافة سفرهم ووزن رسائلهم. وكان هذا نظامًا محليًا في وادي السند لكنه غير فعال وغير مناسب للاحتياجات العسكرية والتجارية لشركة الهند الشرقية البريطانية بعد غزوها لإقليم السند في فبراير 1843 بعد معركة مياني.

## إصلاح النظام البريدي
أصبح السير بارتل فرير من شركة الهند الشرقية المفوض الرئيسي للسند في عام 1850. على غرار المثال الإنجليزي الذي وضعه رولاند هيل قام فرير بتحسين النظام البريدي في السند من خلال تقديم معدل رخيص وموحد للبريد بغض النظر عن المسافة المقطوعة. وفي عام 1851 استبدل العدائين بنظام فعال يستخدم الخيول والإبل ويتبعون طرقًا عبر مقاطعة سيندي عمومًا على طول وادي نهر السند. فنقل البريد بسرعة وكفاءة وربطت المكاتب الحكومية ومكاتب البريد من كراتشي عبر كوتري وحيدر أباد حتى سوكور في الشمال.

## الطوابع

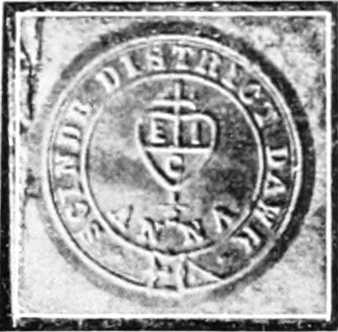
نقشة الطوابع

كانت الطوابع مطلوبة للدفع المسبق للبريد وهي ميزة أساسية للنظام الجديد. وصدرت هذه الطوابع لأول مرة في 1 يوليو 1852 وحملت علامة التجار لشركة الهند الشرقية البريطانية بتصميم منقوش على رقائق من شمع الختم الأحمر المطبوع على الورق. وبسبب تشققها وتفككها سرعان ما استبدلت بتصميم عديم اللون منقوش على ورق أبيض كان من الصعب رؤيته في ضوء خافت. وكانت الطوابع الأخيرة عبارة عن نقش أزرق على ورق أبيض. حيث كانت قيمة كل منها نصف آنا فقط ولكنها اليوم تُصنف ضمن الكلاسيكيات النادرة في مجال هواة جمع الطوابع.

## التزويرات
تتواجد عمليات تزوير هذه الطوابع النادرة بكثرة. إن المنتجات المزيفة التي يمكن اكتشافها بسهولة ليست تلك التي تنقش على الورق. وتظهر عمليات تزوير بدائية أخرى عدم محاذاة الحرف الثاني "إيه" من كلمة أنا مع الحرف "كيه" من كلمة داوك وفي عمليات تزوير أخرى لا يفصل الحرف "1/2" عن الشعار المركزي على شكل قلب.

## التطورات اللاحقة
بعد حادثة سيندي داوك جاء العقيد فوربس من دار سك العملة في كلكتا بفكرة لطابع بريدي يصور أسدًا وشجرة نخيل. لم يقوموا بطباعة هذه المقالة -والعديد من المقالات الأخرى- لأن فوربس لم يتمكن من ضمان إمداد كافٍ بالآلات المحدودة المتاحة. وبعد فترة وجيزة ظهرت طوابع بريدية جديدة مطبوعة بالحجر بواسطة مكتب المساحة في عدة فئات صالحة للاستخدام في جميع أنحاء الهند البريطانية كجزء من الإصلاحات البريدية الشاملة.
كانت مناصب شركة الهند الشرقية البريطانية مهمة لأن "الشركة العظيمة" كانت تسيطر على قدر كبير من التجارة العالمية في تلك الأيام وتمتد عبر آسيا وشرق أفريقيا. وكانت لها جيوشها الخاصة وعملاتها وخدماتها البريدية وشيدت السكك الحديدية والأشغال العامة وتصرفت كقوة إمبراطورية قبل فترة طويلة من تأسيس الإمبراطورية.

## الأدب
- روبسون لوي ، موسوعة طوابع البريد للإمبراطورية البريطانية ، المجلد الثالث، 1951: مجلة منطقة السند، ص. 149–152.
- HDS Haverbeck، "منطقة Sind District Dawk"، مجلة Collectors Club Philatelist ، المجلد 44، العدد 2 (مارس 1965)، ص. 79–85.
- موهيني لال مازومدار، مكاتب البريد الإمبراطورية في الهند البريطانية. كلكتا، فيلادلفيا للنشر، 1990.
- بي بي ميسرا، "الاتصالات البريدية في الهند، 1773-1834"، أعيد طبعه من الإدارة المركزية لشركة الهند الشرقية 1773-1834، ص. 415–449. روبسون لوي، مطبعة جامعة مانشستر، 1939.

## روابط خارجية
- التاريخ: تاريخ موجز لصحيفة Mail Dawn في شبه القارة الهندية (صحيفة)